# Masaki Tanaka
Masaki Tanaka (født 27. marts 1991) er en japansk fodboldspiller.
Han har spillet for flere forskellige klubber i sin karriere, herunder Giravanz Kitakyushu.